# Dove comincia la notte
Dove comincia la notte è un film del 1991 diretto da Maurizio Zaccaro.

## Trama
Irving Crosley, un ragazzo italoamericano, torna a Davenport, nell'Iowa, per firmare la cessione della casa del padre Nat Crosley, appena deceduto, alla famiglia di Glenda Mallory, una studentessa che si era tolta la vita molti anni prima e che aveva avuto una relazione con suo padre. Lo scandalo che questa vicenda aveva generato aveva costretto Irving e sua madre ad andar via dalla città e trasferirsi altrove. In molti nel quartiere sono certi che lo spirito della ragazza viva ancora in quella casa, ma Irving non sembra credere a queste superstizioni; tuttavia questo dubbio, alimentato dalle voci di altri cittadini convinti che il suicidio di Glenda fosse stato inscenato, convince Irving a indagare su quei lontani fatti che, come scoprirà, nascondono una straziante verità.

## Produzione
Il film, sceneggiato da Pupi Avati, è stato girato a Davenport (Iowa) con la stessa troupe di Bix, diretto dallo stesso Avati.

## Distribuzione
Il film è stato distribuito nel circuito cinematografico italiano il 10 settembre del 1991.
Prima dell'arrivo nelle sale, il film era stato proiettato in anteprima il 3 settembre del 1991 nella giornata d'apertura della Mostra del Cinema di Venezia, dove venne presentato fuori concorso.

## Accoglienza

### Critica
- Mystery story dotata di una logica d'intreccio e di un'atmosfera. Commento del dizionario Morandini che assegna al film due stelle e mezzo su cinque di giudizio.[1]
- Il dizionario Farinotti assegna al film tre stelle su cinque di giudizio.[2]

### Incassi
Il film ha riscosso un discreto successo di pubblico, risultando il 64° miglior incasso al botteghino italiano della stagione cinematografica 1991-1992.

## Riconoscimenti
- David di Donatello a Maurizio Zaccaro come miglior regista esordiente.